# Carcharhinus signatus
Carcharhinus signatus (tiếng Anh: night shark, dịch là cá mập đêm) là một loài cá mập trong chi Carcharhinus. Loài cá này phân bố ở môi trường nước ôn đới và nhiệt đới ở Đại Tây Dương. Loài cá cư ngụ ở phía ngoài thềm lục địa và phía trên rìa lục địa này thường được thấy ở độ sâu 50–600 m (160–1.970 ft) và di chuyển theo kiểu di cư dọc 24 giờ (Diel vertical migration), ở vùng nước sâu vào ban ngày và di chuyển vào vùng nước nông hơn vào ban đêm.

## Phân loại
Miêu tả khoa học đầu tiên về cá mập đêm được nhà động vật học người Cuba Felipe Poey công bố năm 1868, như một phần của loạt bài viết có tiêu đề Repertorio fisico-natural de la isla de Cuba. Ông đưa ra miêu tả dựa trên một bộ quai hàm và đặt tên khoa học cho nó là Hypoprion signatus. Năm 1973, Leonard Compagno đồng nhất hóa chi Hypoprion như là từ đồng nghĩa của Carcharhinus. Không có mẫu vật điển hình nào được chọn lựa cho loài này. Tên tiếng Anh thông thường của nó là do trong thực tế loài này chủ yếu bị đánh bắt vào ban đêm.

## Phân bố
Tại Tây Đại Tây Dương: Vùng biển từ Delaware tới Florida (Hoa Kỳ), Bahamas, Cuba; nam Brasil, Argentina. Tại Đông Đại Tây Dương: Vùng biển từ Senegal tới Côte d'Ivoire, Ghana tới Cameroon, Cộng hòa Dân chủ Congo, Angola, bắc Namibia.